# Pay-per-view
Met het begrip pay-per-view wordt bedoeld dat de kijker betaalt per keer dat hij kijkt.
Op deze manier kunnen bijvoorbeeld speelfilms of sportevenementen worden uitgezonden, of betaald worden voor online reclame. De meest voorkomende vorm is near video on demand (NVOD), waarbij bijvoorbeeld een film elke twee uur herhaald wordt. Een andere vorm is video on demand (VOD), waarbij de film begint op het moment dat men zelf kiest.
Voorbeelden van pay-per-view via internet: films bij Tiscali Video Club en DirectMovie.nl, voetbalwedstrijden bij DeWedstrijden.tv van Talpa.
Pay-per-view is ook een uitdrukking in internetmarketing, waarbij een adverteerder betaalt voor het aantal keren dat een advertentie wordt vertoond.